# Alfred Johann Levy
Alfred Johann Levy (* 13. Juli 1901 in Hamburg; † 13. Mai 1987 ebenda) war ein deutscher Politiker der FDP.

## Leben und Beruf
Levy, der evangelisch-lutherischen Glaubens war, absolvierte nach der Realschule eine Lehre als Rundfunkmechaniker und bildete sich anschließend im Elektrofach fort. 1924 erwarb er sowohl den Titel eines Elektroingenieurs als auch den Meistertitel im Rundfunkmechaniker-Handwerk und eröffnete in Barmbek-Nord ein Elektrofachgeschäft, das noch heute unter seinem Namen als Elektrowerkstatt besteht. In den 1920er Jahren war ein erfolgreicher Langstreckenläufer.
Obwohl Levy wegen seiner jüdischen Vorfahren von den Nationalsozialisten als „Halbjude“ selbst bedrängt wurde, engagierte er sich zugunsten verfolgter Mitbürger. Gemeinsam mit dem jungen Barmbeker Pastor Gustav Wendt, der von der evangelisch-lutherischen Kirche extra zu diesem Zweck eingestellt worden war (formal musste er sich zur Tarnung „Friedhofspastor“ nennen), kümmerte er sich um die getauften Juden und versuchte, sie vor Verfolgung zu schützen. 
Außerdem gehörte Levy zur Gruppe Q, einer Gruppe ehemaliger Mitglieder der DDP, die sich als Kabarettgruppe tarnte und sich im Lokal Bronzekeller in der Neustadt traf, um einerseits den Kontakt untereinander und zu anderen illegalen Gruppen (Freimaurer, Sozialdemokraten, Kommunisten) aufrechtzuerhalten, andererseits auch bedrängten Gesinnungsfreunden durch Kontakte zu Liberalen in anderen Städten einen Ortswechsel zu ermöglichen und damit dem Zugriff der lokalen Gestapo zu entziehen. Nachdem das Lokal im Jahr 1943 von der Gestapo geschlossen wurde, engagierte sich Levy weiter in der Gruppe Freies Hamburg, der von Friedrich Ablass geleiteten und aus der Gruppe Q hervorgegangenen Widerstandsgruppe. Levy war Freimaurer.

## Partei
Levy trat 1919 der DDP bei, wo er zum linken Parteiflügel gehörte. 1927 wurde er Kreisvorsitzender in Barmbek. Im Sommer 1930 trat er wegen der Vorbereitungen zur Gründung der Deutschen Staatspartei aus der DDP aus.
Im Jahr 1945 beteiligte er sich an der Gründung der „Partei Freier Demokraten“, die aus dem Bund Freies Hamburg hervorgegangen war und später der Hamburger Landesverband der FDP wurde. Er wurde sofort zum Vorsitzenden des Kreisverbandes Barmbek/Dulsberg gewählt und behielt dieses Amt bis 1975. Er war 1949 ein strikter Gegner des Wahlbündnisses mit den Konservativen im VBH und kündigte auf dem Landesparteitag am 31. Oktober 1949 deswegen seinem langjährigen politischen Weggefährten Willy Max Rademacher die Duzfreundschaft auf. Ab Ende 1949 beteiligte Levy sich innerhalb der Hamburger FDP am Demokratischen Zirkel, in dem sich der linke Flügel der Landespartei zusammenfand.
Mit seinen insgesamt 32 Jahren als Kreisvorsitzender von DDP und FDP in Barmbek ist er bis heute der liberale Politiker in Hamburg mit der längsten Amtszeit als Kreisvorsitzender. Für seine Verdienste wählte ihn der Landesparteitag der Hamburger FDP am 12. Januar 1980 zum Ehrenmitglied.

## Abgeordneter
Levy gehörte von 1949 bis 1954 der Bezirksversammlung Hamburg-Nord an. Von 1953 bis 1966 war er Mitglied der Hamburgischen Bürgerschaft. Dort engagierte er sich vor allem für die Beseitigung der Wohnungsnot und die Weiterentwicklung der Landesplanung. So sprach er sich 1960 gegen den Bau der City Nord aus, weil das Gebiet weiter für die Wohnnutzung vorgesehen bleiben sollte. Auch bei der Bürgerschaftswahl 1966 war er auf Platz zwölf der FDP-Landesliste aufgestellt worden. Da die FDP aber nur noch acht Sitze, statt zuvor zwölf, erhielt, schied er aus der Bürgerschaft aus. Von 1947 bis 1974 war Levy außerdem Deputierter der Hamburger Baubehörde.

## Ehrungen
Levy wurde 1972 durch den Hamburger Senat die „Medaille für treue Arbeit im Dienste des Volkes“ verliehen. Er war außerdem Träger des Ehrentitels „Ehrenmeister des Hamburger Handwerks“, den die Handwerkskammer Hamburg verleiht und der erst nach dem Tode des bisherigen Trägers neu vergeben wird, so dass es stets nur einen „Ehrenmeister“ gibt. Am 23. Juni 2010 wurde nach Levy die neuangelegte Alfred-Johann-Levy-Straße in Barmbek-Nord benannt.